# Acanthodela protophaes
Acanthodela protophaes là một loài bướm đêm thuộc họ Oecophoridae. Nó được tìm thấy ở Úc, bao gồm Tasmania.

## Hình ảnh

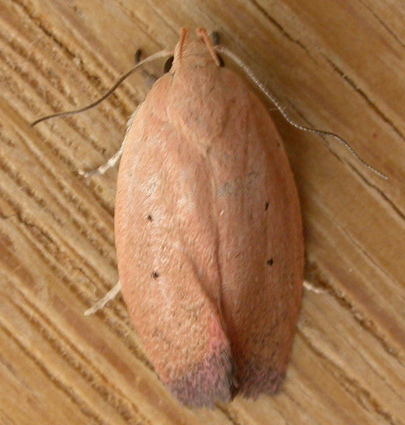
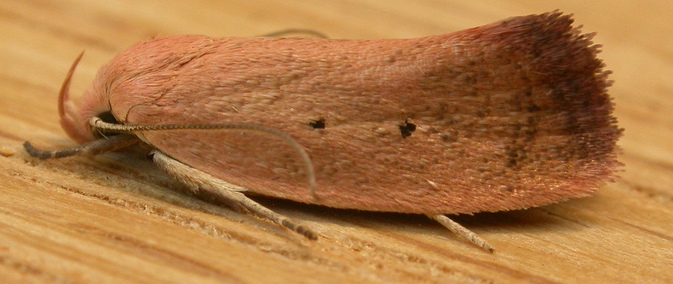